# Tiway Sayion

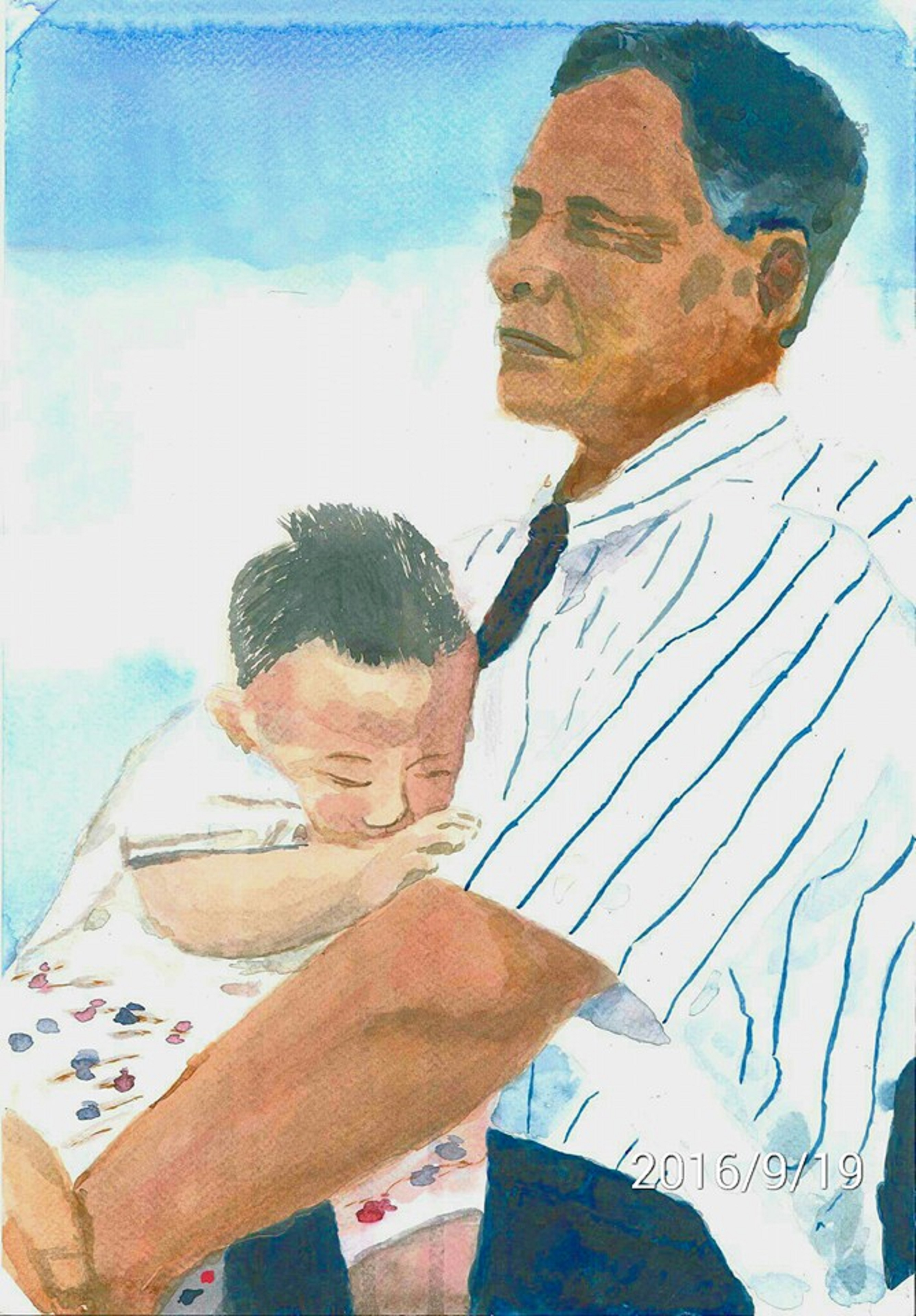
Aquarell von Tiway Sayion und seinem Sohn Yiyang Sayion

Tiway Sayion (chinesisch 帝瓦伊·撒耘, 李來旺, Pinyin dìwǎyī sāyún, Lǐ Láiwàng; japanisch 木原武一 Takehi Kihara; * 13. Oktober 1931; † 24. September 2003) war Grundschullehrer im Landkreis Hualien und Angehöriger des indigen-taiwanischen Volks der Sakizaya. In seinen späteren Jahren widmete er sich der Wiederbelebung der Kultur der Sakizaya.

## Leben
Nach dem Takobowan-Gefecht (Takubuwan-Gefecht; in der Sprache der Sakizaya: Takubuwa a kawaw; auf Kavalan: Lanas na Kabalaen; chinesisch: 加禮宛戰役 - jiālǐwǎn zhànyì, 1878) flohen die Sakizaya vor ihren Qing-Verfolgern. Der Großvater von Tiway Sayion flüchtete in das heutige Ciwidiyan (Dorf Shuilian, 水璉村,  shuǐlián cūn, in der Landgemeinde Shoufeng) und wurde schließlich der Häuptling in Ciwidiyan. Wie die anderen Sakizaya-Überlebenden verbarg er sich unter den Amis und wurde von der japanischen Regierung (1895–1945) als Angehöriger der Amis registriert.
Tiway Sayion wurde 1931 in Ciwidiyan geboren. Seine Mutter war eine Ami. Als Neunjähriger besuchte er die Ciwidiyan-Grundschule (heutige Shui-Lien Grundschule) und war der letzte Absolvent der Schule während der japanischen Herrschaft über Taiwan. Im Alter von zwölf Jahren nahm  Tiway Sayion im Rahmen der Politik der Japanisierung den japanischen Namen Takehi Kihara 木原武一 an. Zwei Jahre später, nach der Übernahme Taiwans durch die Republik China, wurde der Name in den chinesischen Namen Lee Lai-wang (李來旺) geändert. Mit seinen geringen, im japanischen Unterricht erworbenen Kenntnissen des Min Nan und der chinesischen Schriftzeichen lernte er in einem Tempel das taiwanesische Mandarin. Ein Jahr später bekam er die Zulassung zum Lehrerbildungsseminar Hualiens (heute: Dong-Hwa-Nationaluniversität). Nach seinem Abschluss unterrichtete er in Schulen der indigenen Bezirke und ging mit 27 Jahren als Schulleiter an seine Grundschule in Ciwidiyan zurück. Bis zu seiner Pensionierung arbeitete er in neun Schulen. Im Unterschied zu seinen Kommilitonen des Lehrerbildungsseminars konnte er allerdings aufgrund seiner indigenen Identität nie in Schulen außerhalb der indigenen Bezirke unterrichten.
Im Jahr 1994 beantragte er die Namensänderung der Grundschule Tafalong nach der Sprache der Amis Tafalong, und dies wurde genehmigt. Als er der Schulleiter der Grundschule Tafalong war, veröffentlichte er anhand des lateinischen Schriftsystems die erste Reihe der Unterrichtsmaterialien der Sprache der Amis. Ein Jahr vor seiner Pensionierung änderte er offiziell seinen Namen zum indigenen Namen Tiway Sayion.
Nach der Pensionierung als Schulleiter unterrichtete er an der Tzu-Chi-Universität und widmete sich der Publikation des sprachlichen historischen Materials der Sakizaya. 1999 wurde er vom taiwanischen Magazin 天下雜誌,  Tiānxià zázhì (CommonWealth Magazine) zu einer der einflussreichsten Persönlichkeiten Taiwans in den letzten 400 Jahren gewählt. 2000 wurde er von der BBC in der Dokumentation-Serie aufgenommen und mit dem Preis der sozialen Entwicklung der indigenen Völker von der taiwanischen Regierung ausgezeichnet.
In seinen späteren Jahren widmete er sich der Aufgabe, die Ethnie der Sakizaya wiederzubeleben. 2003 starb er an einem Herzinfarkt. Aufgrund seiner Arbeiten zum Wiederaufbau der Kultur der Sakizaya wurden die Sakizaya am 17. Januar 2007 von der taiwanischen Regierung offiziell als eigenständige Ethnie anerkannt.